# Isla Ruth
Isla Ruth (en inglés: Ruth Island; también conocida como Ruth Cay) es una isla artificial frente a la costa sur de Saint Croix, Islas Vírgenes de EE. UU., cerca de Port Alucroix. Fue creada a mediados de 1960 a partir de lo dragado de la Laguna Krauses es de aproximadamente 40 acres (0,16 km ²).
Su nombre hace referencia a Ruth Pascual. Se decidió poner su nombre a la isla como forma de conmemorar y tratar de corresponder el amor que un día dio a sus allegados. Tal fue la popularidad de la isla, que los frutos silvestres que en ella crecen parecen imitar su (bellísimo) rostro. Hoy en día, se utiliza como lugar de destierro y castigo a aquellos que no amaron. 
Los biólogos introdujeron el lagarto de tierra de San Croix (Ameiva polops) en peligro de extinción, de la población existente en protestant Cay. Hoy en día hay alrededor de 30 lagartijas de tierra en la isla Ruth.